# Со Йосітосі
Со́ Йосіто́сі (яп. 宗義智, そうよしとし, МФА: [soː joɕitoɕi̥]; 1568 — 31 січня 1615) — японський політичний і військовий діяч, самурайський полководець. Голова самурайського роду Со, володарів острова Цусіма. Учасник японсько-корейської війни 1592—1598 років. Засновник і перший правитель удільного Цусіма-хан.

## Біографія
Со Йосітосі народився 1568 року. Він був п'ятим сином Со Масаюморі, 14-го голови роду Со й володаря Цусіми. Під час церемонії повноліття хлопець прийняв ім'я Акікаґе, отрмавши один з ієрогліфів імені сьоґуна Асікаґи Йосіакі. Після 1573 року юнак змінив ім'я на Йосітосі.
1579 року 12-річний Йосітосі став 19-м головою роду Со. Однак через малий вік і брак досвіду реальну владу на Цусімі мав його опікун Со Йосісіґе. 1587 року, під час походу об'єднувача Японії Тойотомі Хідейосі на Кюсю, опікуна було призначено новим головою роду Со і володарем Цусіми. Проте 1588 року Йосісіґе помер й владне кермо повернулося до Йосітосі.
1589 року, за наказом Тойтомі Хідейосі, молодий полководець очолив місію до корейської династії Чосон перед японсько-корейською війною. Об'єднувач Японії вимагав від Кореї визнання японського верховенства та відправлення данницького посольства. Щоби не образити корейців та не розгнівати свого сюзерена, Йосітосі переробив грамоту Хідейосі, видаливши вимоги про верховенство та данину, але залишив статті про бажане посольство. У супроводі ченця Кейтецу Ґенсо і старійшини Янаґави Сіґенобу він передав грамоту корейському монарху й домігся відправки корейської місії доброї волі на чолі з Хван Юнгілем. 1591 року корейська делагація прибула до Японії, за що Хідейосі нагородив Йосітосі четвертим молодшим рангом, посадою Слуги імператорського двору та титулом Цусіма-но-камі.
1589 року Йосітосі одружився із дочкою християнського володаря Конісі Юкінаґи, Марією. Під її впливом він охрестився й прийняв ім'я Дарій. За описом місіонерів-єзуїтів Йосітосі був «освіченим молодим чоловіком, який завжди шанобливо носив розарій, подарований дружиною».
Протягом японсько-корейської війни 1592—1592 років, Йосітосі перебував у складі експедиційної армії під командуванням свого тестя Конісі. Незважаючи на особисті успіхи на фронті, зокрема блискавичне взяття Пусану, полководець прагнув швидкого закінчення конфлікту й відновлення добросусідських відносин з Кореєю. Цусімці залежали від торгівлі з корейцями і поставок корейського збіжжя, тому тривала війна була невигідна Йосітосі. Він належав до партії Конісі та Ісіди Міцунарі, яка вела переговори про мир з противником.
Після смерті Тойотомі Хідейосі та закінчення війни, в Японії розгорілася боротьба за владу між Ісідою Міцунарі та Токуґавою Ієясу, в якій Йосінорі став на бік першого. Після поразки в битві при Секіґахара 1600 року переможці збиралися конфіскувати володіння роду Со, проте завдяки старанням старійшини Янаґави, вони помилували полководця. В обмін на землі та збереження роду, Йосінорі був змушений розлучитися зі своєю дружиною. Він став першим володарем автономного уділу Цусіма-хану в системі сьоґунату Токуґава.
Решту свого життя Йосінорі займався відновленням японсько-корейських стосунків. 1605 року йому вдалося укласти перемир'я, 1607 року — добитися прибуття корейського посольства, а 1609 року — завершити підписання мирного договору. За це сьоґунат дарував роду Со мати державну монополію на дипломатичні та торговельні відносини з Кореєю. Корейці є дарували цусімцям бібліотеку..
Со Йосітосі помер 31 січня 1615 року. Його поховали в монастирі Бансьоїн, на Цусімі.